# Лимонов Едуард Веніамінович
Едуа́рд Веніамі́нович Лимо́нов (справжнє прізвище — Савенко, рос. Эдуард Вениаминович Лимонов, фр. Édouard Limonov; 22 лютого 1943, м. Дзержинськ, Горьківська область, РРФСР — 17 березня 2020, м. Москва) — російський політичний діяч, письменник, публіцист, голова Націонал-Більшовицької Партії (НБП). 2002 року був засуджений до 4 років ув'язнення за екстремістську діяльність, звільнений за два роки за добру поведінку. Член опозиційного руху Інша Росія. Відомий своїми українофобними, шовіністичними та ксенофобними висловлюваннями. Українець за походженням. Визнавався персоною нон грата в Україні.

## Біографія
Народився в м. Дзержинськ Горьківської області, РРФСР, в сім'ї працівника МВС Веніаміна Івановича Савенка (20.03.1918 — 25.03.2004) і домогосподарки Раїси Федорівни Савенко (Зибіної, 16.09.1921 — 13.03.2008). У дитинстві переїхав із сім'єю до Харкова, де жив з 1946 по 1967 роки. Закінчив 8 класів школи. Деякі джерела вказують на його кримінальну діяльність у Харкові, пограбування квартир і магазинів — стояв на обліку в міліції, однак до відповідальності не притягувався. 1958 року у віці 15 років почав писати вірші, пізніше почав займатися поезією професійно.
30 вересня 1967 року переїхав до Москви, де спочатку заробляв шиттям штанів, а пізніше 1968 року почав писати невеликі авангардистські оповідання. Поступово став членом літературного андерграунду Москви, друкував вірші у СРСР і за кордоном, у 1968—1969 рр. випустив 5 збірок своїх віршів. 1972 року був викликаний у КДБ, де від нього вимагали співпрацювати з ними. Після відмови вимагали або повернутися до Харкова, або емігрувати. 1973 року одружився з Оленою Щаповою і за рік виїхав до США. Пізніше був позбавлений радянського громадянства.
У Нью-Йорку працював коректором у газеті «Новое русское слово». Коли його покинула жінка, розчарувався в цінностях західної демократії, почав писати критичні статті проти капіталізму. Нові оповідання Лимонова відмовлялися друкувати, 1974 року у СРСР передрукували його оповідання про розчарування від життя в Америці. За це був звільнений з емігрантських видань і мусив займатися різними роботами. За декілька років у США змінив 13 різних фахів і місць праці.
1976 року написав роман «Це я — Едічка», який відмовлялися друкувати в США з огляду на графічний опис гомосексуальних сцен та критику США. Російський варіант книжки не мав великої популярності,[джерело?] лише видання книжки французькою мовою здобуло йому славу — книжку було перекладено на 15 мов. Продовжив друкуватися переважно в Європі, у Франції, де вийшли збірки його оповідань та віршів. 1980 року переїхав на проживання до Франції, 1987 року отримав французьке громадянство.[джерело?] Продовжив друкуватися в емігрантських і французьких виданнях.
У зв'язку з відносною відомістю на Заході в часи Перебудови став відомим також і в СРСР, друкувався в центральних газетах («Новий Погляд»), журналах. Із початком війни в Югославії став на бік сербів і брав участь у військових діях у 1991—1993 рр. З 1990 р. бере участь у політичному житті Росії.
Помер 17 березня 2020 в Москві.

## Політична діяльність

### Початок політичної діяльності
У 1991 р. повернувся до Москви і подав документи на повернення громадянства. Після повернення громадянства з 1992 р. постійно живе в Москві. Брав участь в діяльності праворадикальних партій та об'єднань Росії, друкувався в газеті «День». 18 лютого 1992 р. познайомився з Володимиром Жириновським і вступив в ЛДПР. У тому ж році став міністром безпеки у тіньовому кабінеті ЛДПР. Організовував поїздки Жириновського до Франції і його знайомство з французьким праворадикальним політиком Ле Пеном. В листопаді 1992 р. через авторитарний стиль керівництва партією та, на його думку, надмірну поміркованість залишив ЛДПР і заснував з С. Жариковим та А. Архиповим Національно-радикальну партію.
Залишався на чолі партії до 1993 р., коли познайомився з правим політиком Олександром Дугіним і був проголошений лідером Національно-більшовицького фронту. У 1993—1994 рр. партія почала називатися Націонал-більшовицькою (НБП). Вже восени, в листопаді 1994 р. вийшов друкований орган — газета «Лимонка» під редакцією Лимонова. День виходу першого номера, 28 листопада 1994 р. вважалося офіційною датою заснування НБП. Неодноразово виступав за союз націоналістів і комуністів, але великої підтримки не знайшов.

### Кримінальні справи та засудження
У 1995 р. була порушена перша кримінальна справа — у відповідь на публікацію в «Лімонці» i «Новий Погляд» антихорватської статті «Лимонка в хорватів» і «Чорного списку народів». В останньому перераховував погані народи: чеченці, хорвати, латиші, чехи, інгуші та словаки. Також висловлював жаль, що Сталін не докінця депортував народи Кавказу і закликав до вбивства «поганих народів». У липні 1996 р. за рекомендацією Судової палати при президенті Росії була порушена кримінальна справа за статею 74 КК РФ (розпалювання міжнаціональної ворожнечі). У 1993—1997 рр. брав участь у виборах, але жодного разу не отримав достатньої кількості голосів і використовував висунення, як самопіар. Перший розкол в НБП трапився під час президентської кампанії Бориса Єльцина. Лимонов підтримав Єльцина, що призвело до відходу інших членів партії, що підтримували комуністів та Генадія Зюганова. Пізніше через розбіжності у поглядах з партії пішов і Дугін.
Найбільшим скандалом у політичній діяльності Лимонова була друга кримінальна справа і звинувачення в терористичній діяльності і спробі силового захоплення влади в північному Казахстані. В квітні 1997 р. під час налагодження співпраці з російськими сепаратистами в країні був затриманий в Казахстані, але пізніше відпущений під розписку. Але в тому ж місяці члени НБП були затримані в спробі купити вогнепальну зброю. Також в Алтаї був арештований і Лимонов разом з іншими членами партії і були звинувачені ФСБ у спробі силового захоплення влади в Казахстані, а також у порушенні низки російських законів стосовно незаконного володіння і придбання вогнепальної зброї. Доказами протиправної діяльності слугували також статті з «Лимонки», де робилися заклики до партизанської боротьби в північному Казахстані.
Лимонов спочатку утримувався на місці арешту — в Алтаї, але пізніше його перевели до Москви, а потім до Саратова, де 8 липня 2002 р. почався й суд. За рішенням суду звинувачення в підготовці до силового захоплення влади в Казахстані були зняті, але Лимонов і деякі однопартійці були визнані винними в незаконному володінні вогнепальною зброєю. За вироком суду він отримав 4 роки ув'язнення в колонії загального режиму. Клопотання про його дострокове звільнення підписали Жириновський, Алксніс[джерело?], Мітрофанов та деякі інші. За добру поведінку був достроково звільнений 18 червня 2003 р.

### Позбавлення легального статусу
Навіть за відсутності Лимонова НБП продовжувала діяти і відмітилася декількома акціями протесту і зривом пресконференцій та зустрічей її опонентів. Зокрема Лимонов та партія з самого початку опинилися в опозиції до президента Путіна, якого розглядали як продовжувача політики Єльцина і критикували його за відмову допомагати «співвітчизникам» за кордонами Росії. 29 серпня 2003 р. після звільнення Лимонова Міністерство юстиції РФ відмовило в реєстрації НБП як загальнонаціональної партії, а з початку 2004 р. прокуратура Москви вимагала позбавлення й легального статусу зовсім. Зокрема оскаржувалося використання назви як партії, хоча реєстрація вказувала на громадське об'єднання. 27 травня 2004 р. Міністерство юстиції відмовило НБП в перереєстрації, навіть під іншою назвою.
Тим часом НБП очолила протести населення Росії у зв'язку з монетизацією пільг і однією з найгучніших акцій протесту стало захоплення кабінету міністра уряду Путіна, під час якого трапилися зутички з працівниками міліції. Учасники акції, серед яких не було Лимонова, були засуджені до різних строків ув'язнення. 29 червня 2005 р. Московський обласний суд постановив ліквідувати реєстрацію НБП з огляду на її екстремістську діяльність. Це рішення було підтримане і Верховним Судом країни. Навіть в середині партії трапився розкол, коли певна частина членів партії була незадоволена керівництвом Лимонова.
Незважаючи на нелегальний статус, Лимонов і партія продовжили політичну діяльність. В липні 2006 р. Лимонов брав участь у конференції «Інша Росія», де увійшов у союз з Гарі Каспаровим спрямованому проти президента Путіна. Брав участь у «Марші незгідних» у Санкт-Петербурзі і заходах «Іншої Росії».

## Лимонов й Україна
Попри те, що деяку частину свого життя він провів в Україні, зокрема в Харкові, Лимонов поставився до незалежності України вкрай негативно. Виходячи з російських імперських позицій, які підтримувала певна частина російських політиків, Лимонов уважав українську державність «неприродною».
У 1999 році згідно з постановою СБУ його було проголошено персоною нон-ґрата у зв'язку з закликами до порушення територіальної цілісності України. 24 серпня 1999 року Лимонов разом із п'ятнадцятьма членами партії ввірвався до матроського клубу Чорноморського флоту РФ у Севастополі. Там вони закликали до перегляду статусу цього міста та передачі його Росії, відмови від ратифікації Держдумою Росії договору про дружбу та співпрацю між Росією та Україною. У результаті за допомоги міліції блокаду клубу було знято, члени партії отримали по 15 діб адміністративного арешту. Це спричинило депортацію Лимонова та проголошення його персоною нон-ґрата.
У червні 2003 р. Лимонова було депортовано вдруге під час спроби в'їхати в Україну відвідати хворого батька й заборонено приїздити аж до 2008 року. Однак, 2007 року Україна й Росія скасували списки персон нон-ґрата та 16 вересня 2007 року Лимонов знову приїхав до Харкова. Хоча його спочатку й зупинили, після перевірки документів все ж таки дозволили відвідати Україну.